# Christian Pfannberger
Christian Pfannberger (Judenburg, 9 de dezembro de 1979) é um ex-ciclista de estrada profissional austríaco. Foi bicampeão nacional austríaco na prova de estrada (2007 e 2008). Outras realizações incluíram a vencer o Campeonato Nacional na categoria sub-23 em 2001, e o Giro del Capo, uma corrida por etapa na África do Sul em 2008. Na primavera de 2008, ele terminou entre os dez primeiros nas três clássicas das Ardenas: Amstel Gold Race, Flèche Wallonne e Liège-Bastogne-Liège.